# Bambang
Bambang ist eine Stadtgemeinde in der philippinischen Provinz Nueva Vizcaya. Im Jahre 2015 zählte sie 53.433 Einwohner. Teile des Naturschutzgebietes Salinas Natural Monument liegen auf dem Gebiet der Gemeinde.
Ein bedeutender Bildungsträger ist der Campus der Nueva Vizcaya State University. 
Bambang ist in die folgenden 25 Baranggays aufgeteilt:
| | |
| - Abian - Abinganan - Aliaga - Almaguer North - Almaguer South - Banggot - Barat - Buag - Calaocan - Dullao - Homestead - Indiana - Mabuslo | - Macate - Magsaysay Hill - Manamtam - Mauan - Pallas - Salinas - San Antonio North - San Antonio South - San Fernando - San Leonardo - Santo Domingo - Santo Domingo West |